# Сан-Сперате
Сан-Сперате (італ. San Sperate, сард. Santu Sperau) — муніципалітет в Італії, у регіоні Сардинія,  провінція Кальярі.
Сан-Сперате розташований на відстані близько 410 км на південний захід від Рима, 20 км на північний захід від Кальярі.
Населення — 8266 осіб (2014).
Щорічний фестиваль відбувається 17 липня. Покровитель — San Sperate.

## Демографія
Населення за роками:

Станом на 1 січня 2023 року в муніципалітеті офіційно проживали 122 іноземці з 34 країн, серед них 43 громадяни країн Євросоюзу та 15 громадян України.

## Сусідні муніципалітети
- Ассеміні
- Дечимоманну
- Монастір
- Сесту
- Віллазор